# 巴克霍恩
巴克霍恩（英語：Buckhorn）是位於美國賓夕法尼亞州哥倫比亞縣的一個普查規定居民點。它是賓夕法尼亞州東北部的一部分。根據2010年美國人口普查的數據顯示：居住在巴克霍恩的總人口數量為318人。巴克霍恩是布盧姆斯堡-伯威克小都市區的一部分。它使用布盧姆斯堡郵遞區號17815。

## 地理
根據美國普查局的數據，巴克霍恩總面積為0.68平方英里（1.75平方公里），其中0.004平方英里（0.01平方公里）或0.68%是水。賓夕法尼亞州42號公路、賓夕法尼亞州44號公路和80號州際公路均通往巴克霍恩。巴克霍恩的地形幾乎完全平坦，南部和東北部有丘陵。鎮中心外有農田和高爾夫球場。

## 人口統計
根據2000年美國人口普查的統計數據顯示：巴克霍恩共有176人、63戶，人口密度為每平方英里288.8人（111.5人/平方公里）。